# Hausbach (Große Mühl)
Der Hausbach ist ein Bach in der Gemeinde Ulrichsberg in Oberösterreich. Er ist ein Zufluss der Großen Mühl.

## Geographie
Der Bach entspringt im Böhmerwaldpark, einem Freizeitpark mit Golfplatz bei Seitelschlag, auf einer Höhe von 634 m ü. A. Er weist eine Länge von 1,77 km auf. Er fließt durch mehrere Teiche und mündet gegenüber der Siedlung Vorderanger auf einer Höhe von 587 m ü. A. rechtsseitig in die Große Mühl. Sein Einzugsgebiet erstreckt sich über eine Fläche von 1,65 km².

## Umwelt
Im Mündungsbereich des Hausbachs an der Großen Mühl wurden seltene Pflanzenarten dokumentiert. Er ist Teil der 22.302 Hektar großen Important Bird Area Böhmerwald und Mühltal. Sein Mündungsbereich gehört zum 9.350 Hektar großen Europaschutzgebiet Böhmerwald-Mühltäler.